# 熱裂解-氣相層析-質譜法

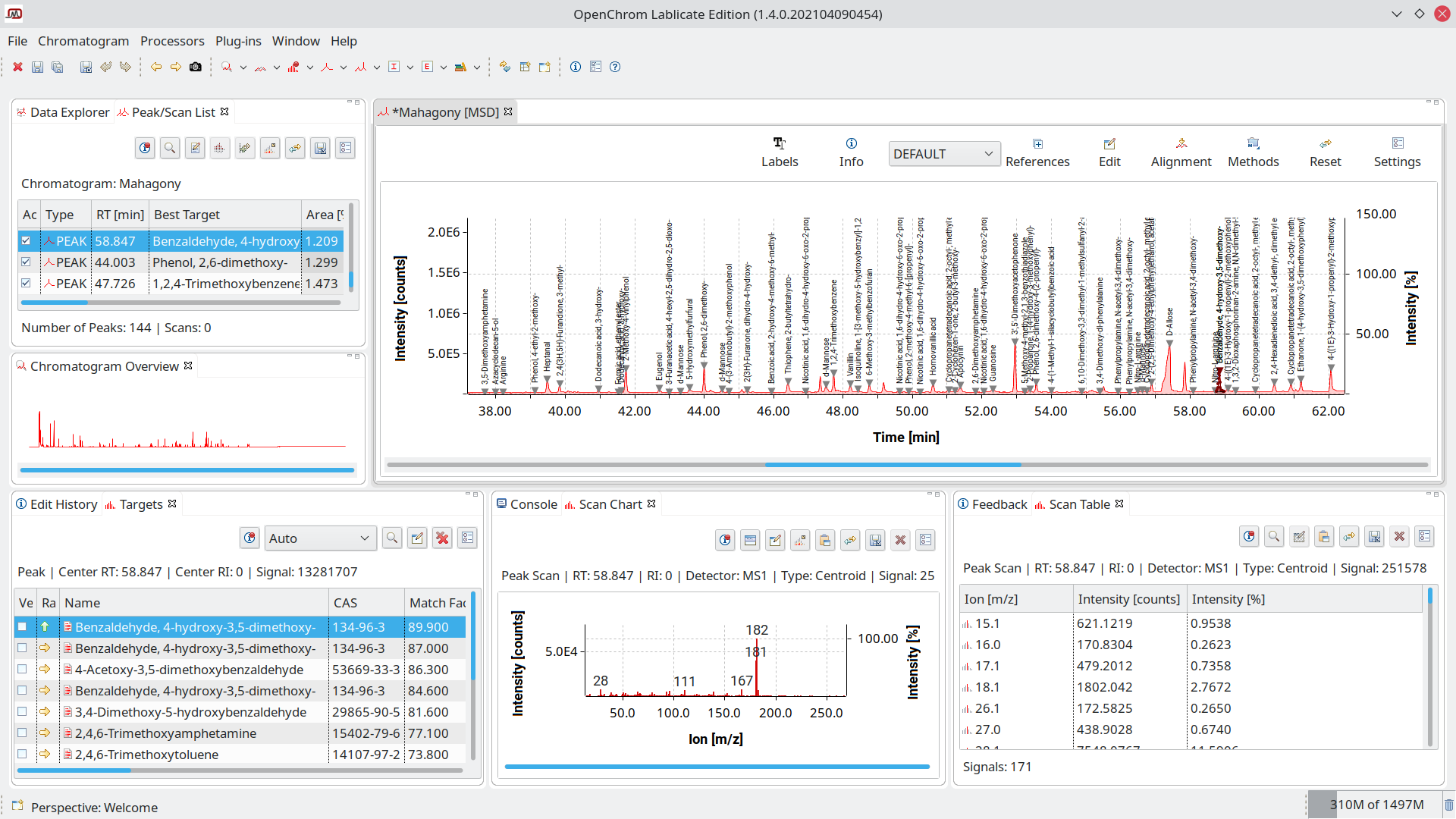
桃花心木木材的PyGCMS结果，通过OpenChrom软件进行分析

熱裂解-氣相層析-質譜法（英語：Pyrolysis–gas chromatography–mass spectrometry，缩写PyGCMS ）是一種化學分析方法，透過加熱樣品使其裂解生成較小的分子，這些分子再透過气相色谱法進行分離，並利用質譜儀進行偵測與分析。 

## 運作原理
熱裂解是指在惰性氣體或真空環境中，使材料經由加熱發生熱分解的過程。樣品可直接接觸鉑絲，或放置於石英樣品管中，並迅速加熱至600–1000 °C。視應用需求，甚至可使用更高的溫度。實際應用中，熱解器通常採用三種不同的加熱技術：等溫爐、感應加熱（居里點燈絲）以及使用鉑絲的電阻加熱。在高溫下，大分子在其最弱的鍵結處斷裂，產生較小、揮發性較高的碎片。這些碎片隨後可藉由氣相層析法進行分離。由於熱裂解會產生種類繁多的分解產物，因此其氣相層析圖譜通常較為複雜。這些數據可做為材料指紋以確認材料身分，亦可結合質譜資訊，解析各個碎片以獲取結構資訊。為了提高極性碎片的揮發性，在熱裂解前可在樣品中添加各種甲基化試劑。
除了使用專用的熱解器外，固態與液態樣品也可直接於程式控溫汽化器(PTV)進樣口中進行熱裂解氣相層析。PTV進樣器可提供快速加熱（最高達每秒60 °C）與高達600–650 °C的最高溫度，對於許多熱裂解應用而言已足夠。其主要優勢在於無需額外購置專用儀器，便可在常規的氣相層析分析中整合熱裂解程序。在此情況下，可使用石英製的氣相層析進樣內襯。此方法可獲得定量數據，且已有文獻顯示，在 PTV進樣器內進行衍生化反應亦能產生良好結果。

## 應用
熱裂解氣相層析可用於鑑別非揮發性化合物。此類材料包括高分子聚合物，例如壓克力或醇酸樹脂。聚合物在進入氣相層析分離之前的裂解模式，有助於辨識其化學組成。熱裂解氣相層析亦應用於環境樣品之分析 ，包括化石分析和微塑膠檢測 。本技術亦為法醫實驗室常用方法之一，用以分析犯罪現場取得之證物，例如塗料、黏著劑、塑膠、合成纖維以及土壤萃取物。